# Sarcochilus australis
Sarcochilus australis är en orkidéart som först beskrevs av John Lindley, och fick sitt nu gällande namn av Heinrich Gustav Reichenbach. Sarcochilus australis ingår i släktet Sarcochilus och familjen orkidéer. Inga underarter finns listade i Catalogue of Life.